# Четыре свободы (Норман Роквелл)
Четыре свободы
Серия работ представлена по дате публикации
- «Свобода слова»
- «Свобода вероисповедания»
- «Свобода от нужды»
- «Свобода от страха»

| Художник | Норман Роквелл                                        |
| Год      | 1943                                                  |
| Материал | холст, масло, 116×90 см каждая                        |
| Место    | Музей Нормана Роквелла в Стокбридже, Массачусетс, США |

Четыре свободы (англ. Four Freedoms) — это серия из четырех картин 1943 года американского художника Нормана Роквелла. Картины «Свобода слова», «Свобода вероисповедания», «Свобода от нужды» и «Свобода от страха» примерным размером 116 × 90 см (45,75 × 35,5 дюйма) сейчас находятся в музее Нормана Роквелла в Стокбридже, Массачусетс.
Четыре свободы были провозглашены президентом Франклином Д. Рузвельтом в январе 1941 года в речи «Четыре свободы», в которой они были обозначены как фундаментальные права человека, нуждающиеся в повсеместной защите. Рузвельт написал Роквеллу: «Я думаю, что вы проделали превосходную работу, донося до обычных граждан простые, повседневные истины, стоящие за Четыреми свободами ... Я поздравляю вас не только с исполнением, но и с духом, который побудил вас внести этот вклад в общее дело более свободного, более счастливого мира». Тема была включена в Атлантическую хартию и стала частью Устава Организации Объединенных Наций.
Картины были опубликованы одна за другой в «Saturday Evening Post» в течение четырех недель в 1943 году вместе с эссе выдающихся мыслителей того времени. Серия стала основой передвижной выставки с сопутствующими продажами военных облигаций, организованной The Post и Департаментом казначейства США, в результате которой было привлечено более 132 миллионов долларов. Работы из серии широко публиковались и стали самыми узнаваемыми — их можно было видеть в почтовых отделениях, школах, клубах, железнодорожных станциях и других общественных местах.
Как и большинство работ Роквелла, эти четыре картины воспринимались критикой неоднозначно. Несколько идиллический и ностальгический подход Роквелла позволил ему стать популярным иллюстратором, известным коммерческим художником XX века, но повредил оценке его как глубокого художника. Такой взгляд на его творчество иногда заметен и сегодня. Джон Канадей , художественный критик The New York Times, однажды назвал Роквелла «Рембрандтом Панкин Крика» за его отвращение к порокам жизни большого города.
Серия из четырех картин о свободах была главной частью ретроспективных художественных выставок творчества Роквелла, а картине «Свобода от нужды» ничто не помешало стать знаковой, — сейчас она известна как «День благодарения Нормана Роквелла» («Norman Rockwell Thanksgiving»).
Другие художники, такие как Томас Кинкейд, нашли индивидуальное вдохновение в патриотических работах Роквелла, что привело к появлению их собственных работ, использующих различные символы для представления схожих тем.